# Championnats du monde de tir 1949
Navigation
Édition précédente Édition suivante
Les championnats du monde de tir 1949, trente-quatrième édition des championnats du monde de tir, ont eu lieu à Buenos Aires en 1949.